# Salário mínimo
O salário mínimo é o valor mais baixo de salário que os empregadores podem legalmente pagar aos seus funcionários pelo tempo e esforço gastos na produção de bens e serviços no âmbito nacional. As primeiras leis modernas de salário mínimo surgiram na Austrália e na Nova Zelândia nos séculos XIX e XX, mas as origens das leis de salário remontam à europa medieval, no século XIV.
Também é o menor valor pelo qual uma pessoa pode vender sua força de trabalho. Existe em praticamente todos os países do mundo. São diversas as opiniões sobre as suas vantagens e desvantagens. Seus defensores dizem que aumenta o nível de vida dos trabalhadores e reduz a pobreza. Seus opositores dizem que, se for alto o suficiente para ser eficaz, aumenta o desemprego, especialmente entre os trabalhadores com produtividade inferior (devido à inexperiência ou deficiência), prejudicando, assim, os trabalhadores menos qualificados para o benefício dos mais qualificados do seu tipo de trabalho.

## História
As leis modernas de salário foram primeiramente introduzidas na Austrália e na Nova Zelândia, mas suas origens remontam à Europa medieval, em um decreto do século XIV do rei Eduardo III de Inglaterra que estabelecia um salário máximo que os trabalhadores podiam cobrar por seus serviços e fixava o preço de mercadorias, a fim de re-estabelecer os níveis de preço àqueles anteriores à então recente peste negra. Com o passar dos anos, junto a algumas leis que fixavam um salário máximo passou a ser estipulado também um salário mínimo, como nos decretos de Jaime VI da Escócia e I de Inglaterra. Ao longo do século século XIX, com o deslocamento da economia feudal à economia capitalista, as leis de salário mínimo e de salário máximo foram sendo revogadas. Em contraste, o argumento por leis salariais retinha força, especialmente em nações católicas - a doutrina cristã pregava que os salários não deveriam exceder o necessário para manter o padrão de vida do indivíduo, nem serem abaixo do necessário para mantê-lo. O Papa Leão XIII argumentou por retroceder às leis de salário medievais.
A secularização das leis de salário veio com a decisão de Henry Bournes Higgins, presidente de uma corte neozelandesa, em 1907 em um caso trabalhista, de que a empresa envolvida deveria pagar uma quantia mínima aos seus empregados. Apesar da decisão ter sido revertida por uma corte superior, ela rapidamente se proliferou na jurisprudência neozelandesa e australiana - em 1911, a maioria dos estados australianos adotava leis de salário. Em 1909, leis semelhantes eram adotadas no Reino Unido. Nos Estados Unidos, leis de salário mínimo foram introduzidas apenas em 1938, sob o presidente Franklin D. Roosevelt.
Austrália e Nova Zelândia
A Austrália e a Nova Zelândia tiveram papel histórico nas leis de salário. Henry Bournes Higgins, presidente da Corte de Conciliação e Arbitração, teve papel importante na secularização das leis de salário, com um caso trabalhista de 1907 que acabou revogado por uma corte superior, mas cuja decisão proliferou-se no judiciário do país. Antes disso, alguns estados australianos já possuíram leis de salário mínimo, mas com base na doutrina religiosa medieval previamente vigente - Victoria e Nova Gales do Sul, instituíram suas leis de salário respectivamente em 1894 e 1895. Em 1911, a maioria dos estados já adotava a prática.

## Discussão teórica
O salário-mínimo é uma questão social importante, centrada na questão de se os mercados podem promover distribuição de renda para os membros menos aptos da força de trabalho. Para alguns, a solução óbvia a essa preocupação é redefinir a estrutura de salários politicamente, com o intuito de atingir uma distribuição de renda socialmente preferível. Dessa forma, as leis de salário mínimo estão geralmente inseridas num contexto de política redistributiva, visando reduzir a pobreza.
Apesar de os objetivos do salário-mínimo serem largamente aceitos como desejáveis, há um grande desacordo sobre se o salário-mínimo é eficaz ou não em atingir seus objetivos. Desde que começou a ser posto em prática, o salário-mínimo tem sido uma política pública altamente controversa, e tem recebido muito menos apoio de economistas em geral do que do público amplo. Apesar de décadas de experiência prática e pesquisa econômica, a discussão sobre os custos e benefícios de salários-mínimos continua ainda hoje.
A exposição clássica das deficiências de uma política de salário-mínimo para reduzir a pobreza foi feita por George Stigler em 1946:
- o emprego pode cair mais do que proporcionalmente em relação ao aumento dos salários, e portanto reduzindo o nível geral de renda;
- à medida que setores da economia não afetados pelo salário mínimo recebem trabalhadores advindos dos setores afetados, o decréscimo dos salários nos setores não afetados pode ser maior do que o acréscimo do salário nos setores afetados;
- o impacto do salário-mínimo na distribuição de renda familiar pode ser negativa a não ser que as vagas em menor número, mas com salários maiores, sejam alocadas para as famílias mais necessitadas, do que, por exemplo, para adolescentes de famílias longe da pobreza;
- empregadores proibidos de pagar menos que o mínimo legal é o equivalente a proibir trabalhadores de venderem a sua força de trabalho por menos que o salário-mínimo. A restrição do mínimo legal é equivalente à restrição de que os trabalhadores permanecerão desempregados a não ser que encontrem empregadores dispostos a pagar aquele salário.[8]

Estudos empíricos diretos indicam que efeitos antipobreza nos Estados Unidos seriam muito modestos, ainda que não provocasse desemprego. Muitos poucos trabalhadores de salários baixos vem de famílias na pobreza. Aqueles primeiramente afetados pelo salário-mínimo são adolescentes e mulheres sem qualificação que trabalham meio período, e qualquer do salário na renda é estritamente proporcional ao número de horas de trabalho que lhes são oferecidas. Então, se a renda de trabalhadores com baixos salários deve ser complementada de alguma forma, outros fatores que não o salário-mínimo devem ser considerados. Oportunidades de emprego e os fatores que limitam a participação no Mercado de trabalho também precisam ser considerados. O economista americano Thomas Sowell também argumentou que, a despeito de costume ou lei, o salário-mínimo real é sempre zero, e zero é o que algumas pessoas recebem quando não conseguem encontrar emprego ao tentar ingressar na força de trabalho ou quando se tem um emprego e o perdem.
| Países da América Latina de acordo com seu salário mínimo em dólares em 2019 | Países da América Latina de acordo com seu salário mínimo em dólares em 2019 | Países da América Latina de acordo com seu salário mínimo em dólares em 2019 | Países da América Latina de acordo com seu salário mínimo em dólares em 2019 |
| N° | País                                                                         | Salario mínimo (em Dólares)                                                  | Salario mínimo (em Moeda Local)                                              |
| --- | ---------------------------------------------------------------------------- | ---------------------------------------------------------------------------- | ---------------------------------------------------------------------------- |
| 1° | Costa Rica                                                                   | 544                                                                          | ₡ 309 143 colones                                                            |
| 2° | Uruguai                                                                      | 395                                                                          | $ 15 000 pesos uruguayos                                                     |
| 3° | Equador                                                                      | 394                                                                          | US$ 394 dólares                                                              |
| 4° | Chile                                                                        | 390                                                                          | $ 301 000 pesos chilenos                                                     |
| 5° | Guatemala                                                                    | 390                                                                          | Q 2992 quetzales                                                             |
| 6° | Honduras                                                                     | 380                                                                          | L 9443 lempiras                                                              |
| 7° | Paraguai                                                                     | 340                                                                          | ₲ 2 192 839 guaraníes                                                        |
| 8° | Bolívia                                                                      | 307                                                                          | Bs 2122 bolivianos                                                           |
| 9° | Argentina                                                                    | 226                                                                          | $ 21 600 pesos argentinos                                                    |
| 10° | Peru                                                                         | 275                                                                          | S/ 930 soles                                                                 |
| 11° | Panamá                                                                       | 265                                                                          | US$ 265 dólares                                                              |
| 12° | Colômbia                                                                     | 267                                                                          | $ 877 802 pesos colombianos                                                  |
| 13° | Brasil                                                                       | 223                                                                          | R$ 1101 reais                                                                |
| 14° | El Salvador                                                                  | 203                                                                          | US$ 203 dólares                                                              |
| 15° | República Dominicana                                                         | 202                                                                          | RD $ 10 729 pesos dominicanos                                                |
| 16º | México                                                                       | 163                                                                          | $ 3123 pesos mexicanos                                                       |
| 17° | Nicarágua                                                                    | 123                                                                          | C$ 4176 córdobas                                                             |
| 18° | Haiti                                                                        | 67                                                                           | G 6 539 gourdes                                                              |
| 19° | Cuba                                                                         | 15                                                                           | $ 400 pesos cubanos                                                          |
| 20° | Venezuela                                                                    | 4                                                                            | Bs 150 000bolívares soberanos                                                |
| Nota: Na Bolívia, o dólar americano é fixo e não aumenta há vários anos. No Equador, Panamá e El Salvador, apenas o dólar americano é usado. Atualizado para 22 de setembro de 2019. (2019) |                                                                              |                                                                              |                                                                              |

A macroeconomia clássica estuda o efeito do salário-mínimo no contexto do mercado de trabalho. Neste mercado, o trabalhador fornece seu serviço e o empregador compra o serviço em forma de salário.
O modelo mais tradicional do mercado de trabalho é um de competitividade perfeita (um modelo teórico elementar presente na maioria dos livros de economia para os principiantes nessa ciência em forma linear e perfeitamente elástica, comum na maioria dos livros-textos). Nestes modelos teóricos e elementares do ponto de vista do raciocínio econométrico, o preço do trabalho é determinado por um equilíbrio natural no valor marginal, devido à derivada unitária, vide noções de cálculo (o que provoca enganos, até entre economistas de determinadas escolas, pois entra-se na área da política, que é inseparável da economia - pura e teórica), onde a curva de oferta do trabalho intercepta a curva de procura(pelo trabalho). Na situação de competitividade perfeita - teórica, em um limite de preço inferior, o que raramente acontece(no enfoque teórico do conceito de salário-mínimo), e o que causa um aumento do número de pessoas que estariam dispostos ao trabalho por este salário, mas uma procura menor de funcionários por empregadores (o enfoque é visto sempre pelo lado do empregador). O resultado evidente - econométrico é e será sempre um excesso de trabalho no mercado (desemprego). Esse excesso é referido sempre como "desemprego - voluntário" e não como "falta de crédito" ao empregador e à economia como um todo, o que é uma falácia, devido ao baixo salário enfocado no nível de renda da economia, que, devido a diversos fatores, que não cabe aqui relatar; acabam a não satisfazer nem ao trabalhador, e nem ao patrão ou empresário, é importante alertar esses pormenores, tratando-se de uma enciclopédia como a nossa e não um livro de princípios econométricos, uma vez que se traz a luz um modelo que é bastante discutido nos meios acadêmicos, como esse.

### Curva de oferta de trabalho
O número de trabalhadores no mercado é normalmente considerado diretamente proporcional ao salário oferecido. A medida que o salário aumenta a oferta de trabalho aumenta. Esta relação é tradicionalmente ilustrada em um gráfico com o salário no eixo vertical e a quantidade de trabalho no eixo horizontal. A curva de oferta de trabalho tem a tendência a aumentar em função dos dois, com base sempre no que foi relatado acima.
Essa tendência é baseada na premissa de que, se o salário for suficientemente baixo, o trabalhador prefere não trabalhar. À medida que o salário aumenta o trabalhador prefere trocar seu tempo de folga por tempo de trabalho. Isso é representado na curva de oferta caminhando para cima a medida que o salário aumenta. É importante entender que o valor do salário não altera o formato da curva.
Outras variáveis podem causar uma mudança no formato desta curva. Por exemplo, trabalhadores em todos os níveis de salário aceitariam salários menores se houver uma queda no custo de vida. Isso é representado por uma translação da curva inteira de oferta de trabalho para a direita.

### Curva de procura de trabalho
Oposto a curva de oferta de trabalho, a curva de procura de trabalho varia inversamente com o salário. Isso é representado pela curva que cai da esquerda para direita no gráfico ao lado. A medida que o preço do trabalho aumenta é suposto que empresas vão contratar menos funcionários. A curva também varia inversamente com o número de funcionários contratados. Isso vem do princípio que a produtividade de um funcionário cai proporcionalmente ao número de funcionários contratados. Segue este princípio a frase "tem cozinheiros demais na cozinha". É importante entender que o valor do salário não altera o formato da curva.
Outras variáveis podem causar uma mudança no formato desta curva. Por exemplo, uma empresa pode decidir contratar mais funcionários em todos os níveis de salário se houver um aumento do preço do produto fabricado por ela. Isso é representado por uma translação da curva inteira para a direita.

### Curva de oferta e procura de trabalho
As curvas de oferta e procura de trabalho podem ser desenhadas no mesmo gráfico. Isso nos permite examinar os possíveis efeitos do salário mínimo. Quando as duas curvas se encontram (o ponto de equilíbrio) a oferta de trabalho é a mesma que a procura de trabalho. Neste ponto se estabelece o valor "natural" do trabalho no mercado.
De acordo com o modelo, um nível de salário maior no mercado imposto por um salário-mínimo, aumentaria o número de trabalhadores dispostos a trabalhar por este valor. Isso também diminuiria o número de trabalhadores que as empresas estariam dispostas a contratar. A diferença do número de contratados e dos que querem trabalhar por este valor é o que chamamos de desemprego. Em conclusão se o salário mínimo for maior do que o preço natural isso pode aumentar o desemprego.

### Críticas do modelo clássico
Uma visão alternativa é tratar o mercado de trabalho de baixa renda como um mercado de competição monopsonista. Neste tipo de mercado, o comprador (o empregador) tem muito mais poder do que o vendedor de trabalho (o trabalhador). Neste caso, o trabalhador pode aceitar um salário bem abaixo do verdadeiro valor de seu trabalho. Seguindo este modelo, um salário mínimo que força o empregador a pagar salários mais próximos do verdadeiro valor de equilíbrio, causaria ao mesmo tempo um aumento de renda e a redução do desemprego. O salário-mínimo ideal é o valor marginal de produtividade do trabalhador, sendo o maior salário-mínimo que não causaria o desemprego.
Esta visão não depende de argumentos puramente ideológicos a favor do salário mínimo. Ela enfatiza o salário mínimo como sistema de regulação do mercado, que visa combater o truste e a combinação de preços. É comum que os críticos do modelo monopsonista de trabalho argumentem que não existe a combinação de salários entre empregadores, e que o salário-mínimo seria o único fator anticompetitivo no mercado. Porém o desequilíbrio de poder no mercado, que justifica o modelo monopsonista, não depende da combinação de salários entre empregadores. Outros fatores como a segmentação, imobilidade, custo de informação e fatores pessoais tornam o mercado de trabalho demonstrativamente não competitivo.
Por exemplo, o modelo de competição perfeitamente elástica estipularia que o mesmo trabalho, na mesma função, teria o mesmo valor em qualquer lugar do mundo (conhecido como a lei de preço único). Isso porque, se oferecerem salários maiores para trabalhadores rurais em São Paulo por exemplo, o trabalhador do Acre, que ganha menos, poderia se mudar para São Paulo imediatamente. Isso causaria uma falta de mão de obra no Acre, o que aumentaria o preço do trabalho no local, eventualmente igualando o preço do trabalho do Acre e o de São Paulo. Porém, na realidade, o trabalhador do Acre encontraria um número de obstáculos financeiros, burocráticos e pessoais para se mudar para São Paulo. Estes obstáculos de mobilidade impedem a realização da lei de preço único do trabalho.
O modelo de competitividade perfeita estipula uma relação linear entre o valor do salário e a disposição do trabalhador de vender seu tempo vago em forma de trabalho. Esta relação é bem representativa para setores de trabalho com alta renda, mas não representativa de setores de baixa renda. Isso porque não leva em consideração necessidades básicas do ser humano, como a necessidade de se alimentar. Na realidade, o mesmo trabalhador rural do Acre, se vendo impedido de mudar-se para um local com maiores salários, poderia se ver forçado a aceitar trabalho pelo preço da alimentação básica, independente do verdadeiro valor do seu trabalho.

### Debate sobre as consequências
Para alguns marxistas, o salário-mínimo visa à proteção do trabalhador contra ao que consideram exploração do capitalista, em virtude da exploração da concorrência pela oferta de mão de obra. Outros marxistas, no entanto, enxergam o salário mínimo como uma forma do patrão enganar e acomodar o proletariado. Para economistas da escola keynesiana, o salário-mínimo também providencia estabilidade e crescimento econômico, porque canaliza a circulação de dinheiro para a parte da população com a maior probabilidade de gastar.
Segundo muitos economistas neoclássicos, liberais, neoliberais, e economistas como os da Escola Austríaca, o salário mínimo consiste em um entrave para a contratação de trabalhadores e gera desemprego estrutural, porque salários artificialmente inchados pelo Estado fazem com que a demanda por mão de obra se reduza, ocasionando uma redução do emprego. Desse ponto de vista, o salário-mínimo é considerado um mal, mas esta concepção não toma, em conta, possíveis efeitos benéficos no plano económico, como o incentivo ao aumento da produtividade e ao investimento, em alternativa à concorrência pelos baixos salários.
Nos países onde há inflação considerável, o salário-mínimo é reajustado mais frequentemente; uma crítica comum dos trabalhadores é que os aumentos de salário não acompanham a inflação.
As leis de salário mínimo recebem menos apoio dos economistas do que do público em geral. Apesar de décadas de experiência e pesquisa econômica, os debates sobre os custos e benefícios do salário mínimo continuam até hoje.
Estudos descobriram que o salário mínimo tem os seguintes efeitos positivos:
- Melhora o funcionamento do mercado de trabalho de baixos salários, que pode ser caracterizado pelo poder de mercado do lado do empregador (monopsônio).[12][13]
- Aumenta a renda familiar na base da distribuição de renda e reduz a pobreza.[14][15]
- Incentiva a educação,[16] resultando em empregos mais bem remunerados.
- Aumenta os incentivos para obtenção de empregos, em oposição a outros métodos de transferência de renda para os pobres que não estão vinculados ao emprego (como subsídios alimentares para os pobres ou pagamentos de assistência social para os desempregados).[17]
- Aumento do crescimento e da criação de empregos.[18][19]
- Incentiva a eficiência e automação da indústria.[20]
- Remove empregos com baixos salários, forçando os trabalhadores a treinar e mudar para empregos com salários mais altos.[21][22]
- Aumenta o desenvolvimento tecnológico. A tecnologia cara que aumenta a eficiência dos negócios é mais atraente à medida que o preço da mão de obra aumenta.[23]

Enquanto outros estudos encontraram os seguintes efeitos negativos:
- O salário mínimo por si só não é eficaz para aliviar a pobreza e, de fato, produz um aumento líquido da pobreza devido aos efeitos do desemprego causado pelo salario mínimo.[24]
- Como um análogo do protecionismo político-econômico do mercado de trabalho, exclui os concorrentes de baixo custo dos mercados de trabalho e dificulta as empresas na redução dos custos salariais durante as possíveis desacelerações do mercado. Isso gera várias ineficiências econômico-industriais.[25]
- Reduz a quantidade demandada de trabalhadores pela redução do número de empregos.[26][27]
- Espiral salarial/preço
- Incentiva os empregadores a substituir trabalhadores pouco qualificados por computadores, como máquinas de autoatendimento.[28]
- Aumenta o crime contra a propriedade e a miséria em comunidades pobres, diminuindo os mercados legais de produção e consumo nessas comunidades;[29]
- Pode resultar na exclusão de certos grupos (étnicos, de gênero etc.) da força de trabalho.[30]
- É menos eficaz do que outros métodos (por exemplo, o Crédito de Imposto de Renda) na redução da pobreza e é mais prejudicial para as empresas do que esses outros métodos.[31]
- Desencoraja mais educação entre os pobres, atraindo as pessoas para entrar no mercado de trabalho.[31]
- Discrimina os trabalhadores menos qualificados (incluindo os recém-chegados ao mercado de trabalho, por exemplo, trabalhadores jovens), através da eliminação de preços, impedindo-os de acumular experiência profissional e qualificações, podendo, assim, obter salários mais elevados mais tarde.[32]
- Atrasa o crescimento da criação de empregos pouco qualificados[33]
- Resulta em empregos que se deslocam para outras áreas ou países que permitem mão de obra de baixo custo.[34]
- Resulta num desemprego de longa duração mais elevado.[35]

De acordo com um estudo americano de 2020, o custo de aumentos de 10% do salário mínimo para trabalhadores de supermercados foi totalmente repassado aos consumidores como preços de supermercado 0,4% mais altos.

### Reajuste
Um dos pontos abordados pela votação do orçamento da União é o reajuste do salário-mínimo. O reajuste busca sempre cobrir a variação da inflação do ano que passou (utilizando, para tanto, o índice nacional de preços ao consumidor) e acrescentar um pouco mais, a variação do produto interno bruto relativa ao ano que passou (uma forma de distribuir as riquezas). Os gráficos mostram que esta regra de reajuste vem sendo seguida desde a entrada do Real.
O salário médio do brasileiro, apesar de também subir, mostra-se sempre aquém desta regra de reajuste, consequentemente diminuindo as diferenças sociais no país, como se vê no coeficiente de Gini. Após 14 anos, o salário médio que equivalia a 8 salários-mínimos (800 reais) em 1995, passou a valer 3 salários-mínimos (1 395 reais) em 2009.
| Evolução do salário-mínimo do Brasil comparativamente ao reajuste dado pela regra INPC + variação do PIB | Evolução do salário-mínimo e do salário médio do Brasil | Evolução do salário médio normalizado pelo valor do salário-mínimo do Brasil |

## Brasil e Portugal

### Portugal
O aumento do salário mínimo acontece anualmente em janeiro.
Quando falamos de salário mínimo em Portugal falamos do valor da retribuição mínima mensal a que uma entidade patronal está obrigada a pagar a um funcionário. Ou seja, corresponde apenas ao valor de base remunerativa a que qualquer trabalhador tem direito por desempenhar funções a tempo inteiro. A este valor os trabalhadores deverão somar o subsídio de férias e o subsídio de Natal, a que também têm direito por lei, a ambos correspondendo um valor igual ao salário que o trabalhador aufira mensalmente.
| Efectivo em           | Serviço Doméstico | Agricultura      | Restantes Actividades |
| --------------------- | ----------------- | ---------------- | --------------------- |
| 27 de Maio de 1974    |                   |                  | 3 300$                |
| 16 de Junho de 1975   |                   |                  | 4 000$                |
| 1 de Janeiro de 1977  |                   | 3 500$           | 4 500$                |
| 1 de Abril de 1978    | 3 500$            | 4 500$           | 5 700$                |
| 10 de Outubro de 1979 | 4 700$            | 6 100$           | 7 500$                |
| 1 de Outubro de 1980  | 5 700$            | 7 500$           | 9 000$                |
| 1 de Outubro de 1981  | 6 800$            | 8 950$           | 10 700$               |
| 1 de Janeiro de 1983  | 8 300$            | 10 900$          | 13 000$               |
| 1 de Janeiro de 1984  | 10 000$           | 13 000$          | 15 600$               |
| 1 de Janeiro de 1985  | 13 000$           | 16 500$          | 19 200$               |
| 1 de Janeiro de 1986  | 15 200$           | 19 500$          | 22 500$               |
| 1 de Janeiro de 1987  | 17 500$           | 22 400$          | 25 200$               |
| 1 de Janeiro de 1988  | 19 500$           | 24 800$          | 27 200$               |
| 1 de Janeiro de 1989  | 22 400$           | 28 400$          | 30 000$               |
| 1 de Julho de 1989    | 24 000$           | 30 000$          | 31 500$               |
| 1 de Janeiro de 1990  | 28 000$           | 34 500$          | 35 000$               |
| 1 de Janeiro de 1991  | 33 500$           | 40 100$          | 40 100$               |
| 1 de Janeiro de 1992  | 38 000$           | 44 500$          | 44 500$               |
| 1 de Janeiro de 1993  | 41 000$           | 47 400$          | 47 400$               |
| 1 de Janeiro de 1994  | 43 000$           | 49 300$          | 49 300$               |
| 1 de Janeiro de 1995  | 45 700$           | 52 000$          | 52 000$               |
| 1 de Janeiro de 1996  | 49 000$           | 54 600$          | 54 600$               |
| 1 de Janeiro de 1997  | 51 450$           | 56 700$          | 56 700$               |
| 1 de Janeiro de 1998  | 54 100$           | 58 900$          | 58 900$               |
| 1 de Janeiro de 1999  | 56 900$           | 61 300$          | 61 300$               |
| 1 de Janeiro de 2000  | 60 000$           | 63 800$          | 63 800$               |
| 1 de Janeiro de 2001  | 64 300$           | 67 000$          | 67 000$               |
| 1 de Janeiro de 2002  | 68 410$ 341,23 €  | 69 770$ 348,01 € | 69 770$ 348,01 €      |
| 1 de Janeiro de 2003  | 353,20 €          | 356,60 €         | 356,60 €              |
| 1 de Janeiro de 2004  | 365,60 €          | 365,60 €         | 365,60 €              |
| 1 de Janeiro de 2005  | 374,70 €          | 374,70 €         | 374,70 €              |
| 1 de Janeiro de 2006  | 385,90 €          | 385,90 €         | 385,90 €              |

Em 2007, as regiões autónomas passaram cumulativamente a fixar o próprio salário mínimo
| Efectivo em                                               | Portugal Continental | R. A. Dos Açores | R. A. Da Madeira |
| --------------------------------------------------------- | -------------------- | ---------------- | ---------------- |
| 1 de Janeiro de 2007                                      | 403,00 €             | 423,15 €         | 411,16 €         |
| 1 de Janeiro de 2008                                      | 426,00 €             | 447,30 €         | 434,52 €         |
| 1 de Janeiro de 2009                                      | 450,00 €             | 472,50 €         | 459,00 €         |
| 1 de Janeiro de 2010                                      | 475,00 €             | 498,75 €         | 484,00 €         |
| 1 de Janeiro de 2011                                      | 485,00 €             | 509,25 €         | 494,00 €         |
| Salário Mínimo inalterado em 2012 e 2013 e início de 2014 |                      |                  |                  |
| 1 de Outubro de 2014                                      | 505,00 €             | 530,25 €         | 515,00 €         |
| 1 de Janeiro de 2016                                      | 530,00 €             | 556,50 €         | 540,60 €         |
| 1 de Janeiro de 2017                                      | 557,00 €             | 584,85 €         | 568,14 €         |
| 1 de Janeiro de 2018                                      | 580,00 €             | 609,00 €         | 592,00 €         |
| 1 de Janeiro de 2019                                      | 600,00 €             | 630,00 €         | 615,00 €         |
| 1 de Janeiro de 2020                                      | 635,00 €             | 666,75 €         | 650,88 €         |
| 1 de Janeiro de 2021                                      | 665,00 €             | 698,25 €         | 682,00 €         |
| 1 de Janeiro de 2022                                      | 705,00 €             | 740,25 €         | 723,00 €         |
| 1 de Janeiro de 2023                                      | 760,00 €             | 798,00 €         | 785,00 €         |
| 1 de Janeiro de 2024                                      | 820,00 €             | 861,00 €         | 850,00 €         |
| 1 de Janeiro de 2025                                      | 870,00 €             | 913,15 €         | 915,00 €         |

### Brasil
Getúlio Vargas foi o responsável pela instituição do salário-mínimo no Brasil em 1930. Com uma fórmula simples, criou uma "cesta básica" e recomendou que "o salário-mínimo deveria cobrir 10 cestas básicas regionais de gêneros alimentícios". Essa sua instrução foi regulamentada mais tarde pelas: lei nº 185 de janeiro de 1936 e pelo decreto-lei nº 399 de abril de 1938. O Decreto-Lei nº 2 162 de 1º de maio de 1940 fixou os valores do salário-mínimo, e foi nesse ano que ele passou a vigorar. O salário-mínimo da época tinha 14 valores diferentes cuja variação entre o menor e o maior era de 2,67 vezes que dependia da economia regional. A atribuição desses valores foi feita da seguinte forma: o país foi dividido em 22 regiões (os 20 estados da época mais o Distrito Federal e o território do Acre), que, por sua vez, foram dividas em 50 sub-regiões. Essa tabela tinha vigência mínima de três anos. O primeiro reajuste ao salário-mínimo só ocorreu em 1943, no mês de julho. O salário-mínimo teve outro aumento em dezembro do mesmo ano. Esses dois aumentos, além de proporcionarem recuperação do poder aquisitivo dos salários, diminuíram a diferença entre o menor e o maior salário para 2,24 vezes. Aos aumentos de 1943, seguiram-se oito anos sem reajuste, devido ao valor real e poder de compra.
As diversas leis trabalhistas foram consolidadas pelo Decreto-Lei nº 5 452, de 1 de maio de 1943, conhecido como Consolidação das Leis do Trabalho (CLT). Em seus artigos 76 a 128, foram inseridas regras sobre o salário mínimo, que deveria ser suficiente para atender as necessidades normais de alimentação, habitação, vestuário, higiene e transporte do trabalhador (CLT, art. 76). Na época, foi mantida a divisão do país em 22 regiões (CLT, art. 84), tendo cada uma delas uma Comissão de Salário Mínimo (CLT, art. 84, parágrafo único).
Alguns meses após o AI-1 de abril de 1964, mais especificamente em dezembro de 1964, foram revogados os artigos da CLT referentes às Comissões de Salário-Mínimo (Lei nº 4 589/1964, art. 23).
A Constituição brasileira de 1988 estabelece, no artigo 7º, Título II, capítulo II (Dos Direitos Sociais), o direito de todo trabalhador a um salário-mínimo. O inciso IV manteve basicamente a definição da antiga CLT ao estabelecer que o valor do salário fosse "capaz de atender a suas (do trabalhador) necessidades vitais básicas e às de sua família com moradia, alimentação, educação, saúde, lazer, vestuário, higiene, transporte e previdência social". Esta cláusula também garante reajustes periódicos a fim de preservar o poder aquisitivo do trabalhador.

### Evolução dos valores
Durante os anos 90, o aumento do Salário Mínimo variou entra 4,62% e 42,86%. No governo FHC, entre os anos de 1999 e 2002, se descontarmos a inflação do período, o Salário Mínimo não só não aumentou, como perdeu seu valor: - 4,32% e -1,42% respectivamente.
Segundo o Departamento Intersindical de Estatística e Estudos Socioeconômicos (Dieese), entre abril de 2003 e janeiro de 2016, foram realizados reajustes salariais. O aumento real que leva em conta a inflação foi de 77,18%. Quando o  Lula assumiu a presidência, em 2003, o salário mínimo brasileiro era de R$ 200,00. Ainda no primeiro semestre do mesmo ano, estabeleceu o aumento para R$ 240,00. E, em 2010, ao fim do segundo mandato, o salário era R$ 510,00. Em 2011, Quando Dilma Rousseff (PT) assumiu, o valor atingiu R$ 545,00, e meses antes do impeachment, o salário chegou a R$ 880,00.
Já o governo Bolsonaro enviou a proposta orçamentário da 2023 sem previsão de reajuste real (ou seja, sem ganhos além da inflação), pelo quarto ano seguido.
| Efetivo em | Valor (R$) | Δ      | Δ %   |
| ---------- | ---------- | ------ | ----- |
| 1/05/1995  | R$ 100     | +R$30  |       |
| 1/05/1996  | R$ 112     | +R$12  |       |
| 1/05/1997  | R$ 120     | +R$08  |       |
| 1/05/1998  | R$ 130     | +R$10  |       |
| 1/05/1999  | R$ 136     | +R$06  |       |
| 1/04/2000  | R$ 151     | +R$15  |       |
| 1/04/2001  | R$ 180     | +R$29  |       |
| 1/04/2002  | R$ 200     | +R$20  |       |
| 1/04/2003  | R$ 240     | +R$40  |       |
| 1/05/2004  | R$ 260     | +R$20  |       |
| 1/05/2005  | R$ 300     | +R$40  |       |
| 1/04/2006  | R$ 350     | +R$50  |       |
| 1/04/2007  | R$ 380     | +R$30  |       |
| 01/03/2008 | R$ 415     | +R$35  |       |
| 01/02/2009 | R$ 465     | +R$50  |       |
| 1/01/2010  | R$ 510     | +R$45  |       |
| 1/01/2011  | R$ 545     | +R$35  |       |
| 1/01/2012  | R$ 622     | +R$77  |       |
| 1/01/2013  | R$ 678     | +R$56  |       |
| 1/01/2014  | R$ 724     | +R$46  |       |
| 1/01/2015  | R$ 788     | +R$64  |       |
| 1/01/2016  | R$ 880     | +R$92  |       |
| 1/01/2017  | R$ 937     | +R$57  |       |
| 1/01/2018  | R$ 954     | +R$17  |       |
| 1/01/2019  | R$ 998     | +R$44  |       |
| 1/01/2020  | R$ 1.039   | +R$41  |       |
| 1/02/2020  | R$ 1.045   | +R$06  |       |
| 1/01/2021  | R$ 1.100   | +R$55  |       |
| 1/01/2022  | R$ 1.212   | +R$112 |       |
| 1/01/2023  | R$ 1.302   | +R$90  |       |
| 1/05/2023  | R$ 1.320   | +R$18  |       |
| 1/01/2024  | R$ 1.412   | +R$92  | +7,0% |
| 1/01/2025  | R$ 1.518   | +R$106 | +7,5% |

No período de 2012 a 2015, por força da LEI Nº 12.382, DE 25 DE FEVEREIRO DE 2011, ficou permitido ao Presidente da República definir o valor do salário mínimo por decreto, ao invés de lei.